# État de nature

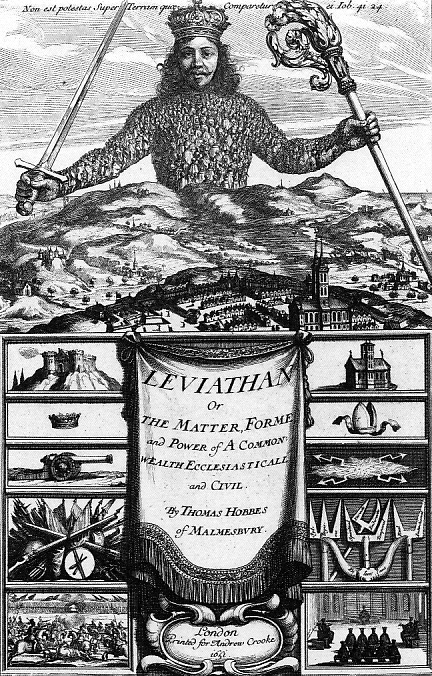
Léviathan de Hobbes

L’état de nature est une notion de philosophie politique forgée par les théoriciens du contrat à partir du XVIIe siècle qui s'oppose à l'état civil. Elle désigne la situation dans laquelle l'humanité se serait trouvée avant l'émergence de la société, et particulièrement avant l'institution de l'État et du droit positif. Bien que certains aient cru à la réalité de l'état de nature, le concept est d'ordinaire pensé comme une hypothèse méthodologique, utile indépendamment de sa véracité historique. Il existe différentes conceptions de l'état de nature, largement différentes selon leurs auteurs. On retrouve sur les débats au sujet de l'état de nature l'idée du Bon Sauvage (d'une nature innocente ou bonne), et celle de Hobbes (d'une nature mauvaise), entre autres. Dans tous les cas, l'état de nature est situé dans un temps reculé, avant la naissance des sociétés étatiques. Selon le point de vue des partisans d'une nature bonne (ou innocente), le développement des sociétés étatiques met globalement fin à cet état.

## Définition
L'état de nature est l'absence de règles : les hommes possèdent des besoins naturels (comme se nourrir, dormir, se défendre contre autrui, etc.) et une liberté naturelle (caractérisée par une absence de contraintes externes). Le Contrat social (Contractualisme) instauré dans une société (ou proto-société, puisque c'est le Contrat social qui donne naissance à la société) vient restreindre les droits et les libertés naturelles en imposant des règles nécessaires à l'égalité, au droit dans une société. Le Contrat social garantit aux hommes une liberté politique à la place d'une liberté qui n'en serait pas réellement une, la liberté naturelle (voir Lettres écrites de la montagne, texte sur Indépendance et Liberté de Rousseau). Alors que dans l'état de nature, l'homme obéit à la loi du plus fort, il obéira plutôt aux lois dans l'État de droit. Les droits naturels deviennent donc des droits civils, et la liberté naturelle devient la liberté politique. Ainsi, l'homme devient réellement libre puisqu'il n'a plus à se soumettre aux lois de la nature mais à celles définies par l'État de droit. Sa liberté naturelle est alors restreinte par la loi, permettant ainsi que celle-ci n'entrave plus la liberté d'autrui. La liberté politique est alors une vraie liberté puisque contrairement à la liberté naturelle elle n'est pas destructrice pour elle-même et permet à tous les citoyens d'être libres, en accord avec la volonté générale.[contexte nécessaire]

## Thèses

### Avant les philosophes contractualistes
Pour Aristote, l'homme est « animal politique » c'est-à-dire qu'il est naturellement social, il n'existe donc pas d'état de nature dans lequel l'homme vivrait isolément. Au Moyen Âge, Thomas d'Aquin reprend cette conception aristotélicienne : l'homme est naturellement social. Alors que Locke parle d’un état de nature où les hommes se battent, Kant lui le voit comme quelque chose de stable. 
La théorie politique d'Épicure mentionne cependant un état de nature. Selon ce dernier les hommes qui vivaient de manière sauvage et indisciplinée auraient instauré par la suite un ensemble de conventions (une sorte de pré-contrat social ou sunthekai), propre à assurer la paix civile, et à permettre à chacun de méditer librement sans avoir à craindre pour sa vie : « Épicure voit le fondement de la cité, et plus généralement des liens de droit, dans des contrats ou des conventions liant des sujets autonomes (...) les hommes s'associent parce qu'ils ont éprouvé la douleur de subir des dommages (...) l'homme n'est pas un animal naturellement politique ». D'autres théories philosophiques de l'antiquité, découlant directement du mythe de l'âge d'or d'Hésiode, vont également mentionner l'état de nature, même si la plupart seront oubliées par la suite, du fait de la prédominance des thèses aristotéliciennes. Il s'agit notamment de la Panchaïa d'Évhémère, qui imagine que les dieux sont des hommes divinisés pour avoir fait sortir l'homme de l'état de nature, mais aussi du mythe du politique de Platon concernant les hommes du temps de Cronos.

### Chez Hobbes

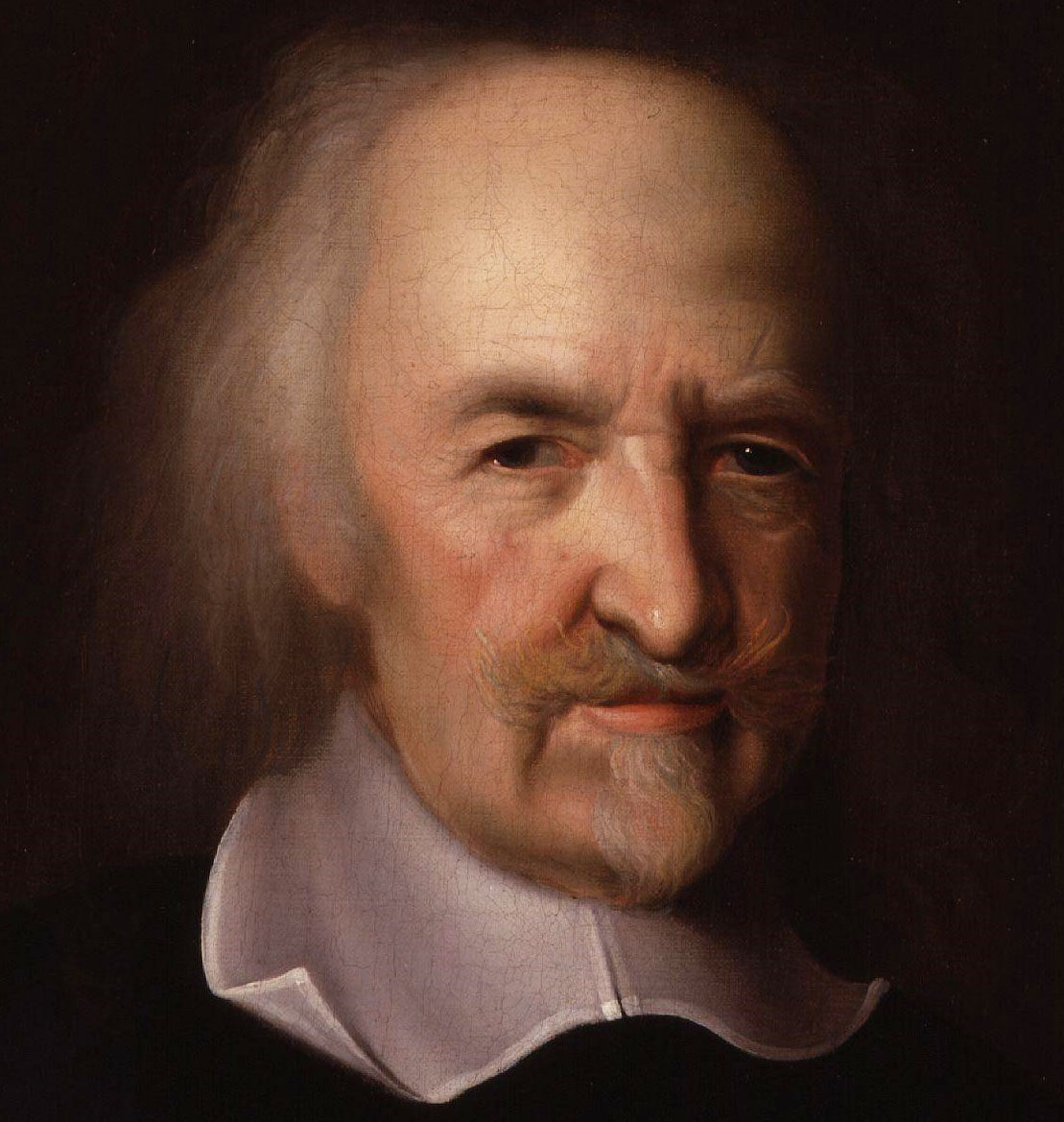
Thomas Hobbes

Thomas Hobbes (1588-1679) est l'un des premiers philosophes à introduire la notion d’état de nature : il tente d’imaginer ce que serait l’homme en l’absence de toute détermination sociale, de toute loi. Cet état, qui n’a jamais existé, a pour intérêt philosophique de comprendre l’étendue de ce que la société (l'humanité quand elle est encadrée par des lois édictées par l'État) apporte à l’homme. Au-delà de la condition historique, la condition initiale de l'humanité ("l'état de nature") est aussi une expérience de pensée, qui ne pose pas l'état de nature comme existant (ou ayant existé), mais comme une hypothèse fictive pour comprendre le fondement logique du social. 

#### Contexte historique
À l'époque où Hobbes entreprend sa réflexion philosophique, il est témoin de la guerre civile qui fait rage en Angleterre : la Première Révolution anglaise (1641-1649) a conduit à l'établissement d'une monarchie parlementaire. Pour Hobbes, si l'Angleterre est en guerre cela résulte du manque de compréhension de la nature humaine, de la manière d'organiser la vie sociale. Il attribue ce manque de compréhension aux sectes religieuses, dont chacune prétend avoir le monopole de la vérité et qui répandent des idées fausses sur la moralité, la justice, etc.

#### Description de l'état de nature chez Hobbes
Pour Hobbes, donc, l’état de nature est un « état de guerre de chacun contre chacun » (dans Léviathan). Tout homme cherche à se conserver ; or, à l'état de nature, l'homme est libre d'utiliser comme bon lui semble tous les moyens à sa disposition pour assurer cette conservation. Cette liberté illimitée conduit à la guerre universelle : « l'homme est un loup pour l'homme » (De Cive). L'état de nature est donc paradoxal : la lutte de chacun pour sa survie met incessamment en danger la vie de tous. 
Dans ces conditions, les hommes choisissent de passer entre eux un contrat, par lequel ils se dessaisissent de leur liberté, de leur autonomie (pouvoir de se donner à soi-même sa propre loi), pour la transférer à un tiers, le souverain chargé d'assurer leur sécurité. Or, en philosophie instrumentale, chacune des parties qui passe un contrat a intérêt à en violer les termes, comme nous l'indique le dilemme du prisonnier[évasif]. C'est pourquoi Hobbes donne au Léviathan (l'État dont le pouvoir est exercé par le souverain) un énorme pouvoir coercitif : par la peur qu'il inspire à ses sujets, le Léviathan doit décourager quiconque de violer les termes du contrat social, ceci dans le but que le "bien commun" soit préservé et que chacun agisse non pas dans son propre intérêt, mais dans l'intérêt collectif, l'intérêt de tous, l'intérêt général. Le contrat social est donc le mécanisme par lequel tous se lient les mains (en abandonnant leurs droits/libertés naturels) en se soumettant, tous et chacun, à une autorité politique dotée de la prérogative  d'infliger une sanction à celles quiconque désobéit à la loi de l'État.
Le contrat social hobbesien n'est pas un contrat passé entre le souverain et les hommes (les sujets), mais entre les hommes eux-mêmes. En effet, un contrat est une entente dont les termes peuvent être violés. Or, le lien entre l'État (ou le Léviathan) et les citoyens est indissoluble. Le Léviathan est l'identité politique du citoyen ; le citoyen ne peut s'opposer au Léviathan - il est le Léviathan. Celui-ci n'est donc pas obligé par le contrat. Une fois qu'il est institué, le Léviathan s'élève donc au-dessus de la société des hommes, et nul ne peut lui ravir son pouvoir. Il peut appliquer à sa guise le principe du monopole de la contrainte physique légitime : si quelqu'un nuit à la société, il doit être mis à l'écart sur le champ, puisque la raison d'être du Léviathan est d'assurer la sécurité de ses citoyens. En revanche, le pouvoir souverain est ordonné à sa fonction : chacun est libre de lui désobéir dès lors que sa sécurité est en péril. En effet, au moment même où le Léviathan devient une menace pour un sujet, celui-ci n'est plus lié par les termes du contrat et se doit d'assurer sa propre sécurité. Le « droit à la vie » ou « droit à la sécurité » est donc plus fondamental que le contrat social, puisque c'est précisément pour protéger ce droit que la société et le Léviathan sont instaurés.

#### Analyse
L'état de nature n'est qu'une hypothèse méthodologique, qui conduit à conclure un pacte motivé par le désir d'être en sûreté, c'est-à-dire de la conservation de soi, qui aboutit à l'instauration de l'État-Léviathan absolument souverain. Il a conduit à transformer le droit naturel antique fondé sur un ordre cosmique ou cosmo-théologique en un droit naturel conçu comme une qualification subjective, qui s'appuie sur le principe de la conservation de soi-même. Ce faisant, Hobbes apporte des innovations radicales pour son temps : dans une démarche rationaliste, il exporte vers le champ juridico-politique les ambitions de la science mécaniste de son temps, et il redéfinit l'idée de loi naturelle. 
La philosophie hobbesienne, et c'est là que réside son principal problème, peut être qualifiée de naïve. En accordant au Léviathan un pouvoir aussi immense, Hobbes semble occulter le fait que le Léviathan puisse, par la suite, agir seulement dans son intérêt personnel. Puisqu'il est indestituable, qu'arrive-t-il si le Léviathan devient, après son institution, une menace pour la société ? Logiquement, chacun des sujets recouvre ses droits naturels, et l'on revient à l'état de nature. Par ailleurs, la société instaurée par le contrat social hobbesien est une société absolutiste : le Léviathan est investi d'un pouvoir énorme et possède le droit d'utiliser la force contre un sujet. Qu'il le fasse pour le bien de tous, ou uniquement dans son intérêt personnel, nul ne peut l'en empêcher.
Giulia Sissa estime que, dans la transition d’une théorie de l’animal politique, naturellement enclin à la sociabilité (Aristote), à une vision mécaniste de la nature humaine (Hobbes), le fondement anthropologique du politique se trouve repensé.

### Chez Locke

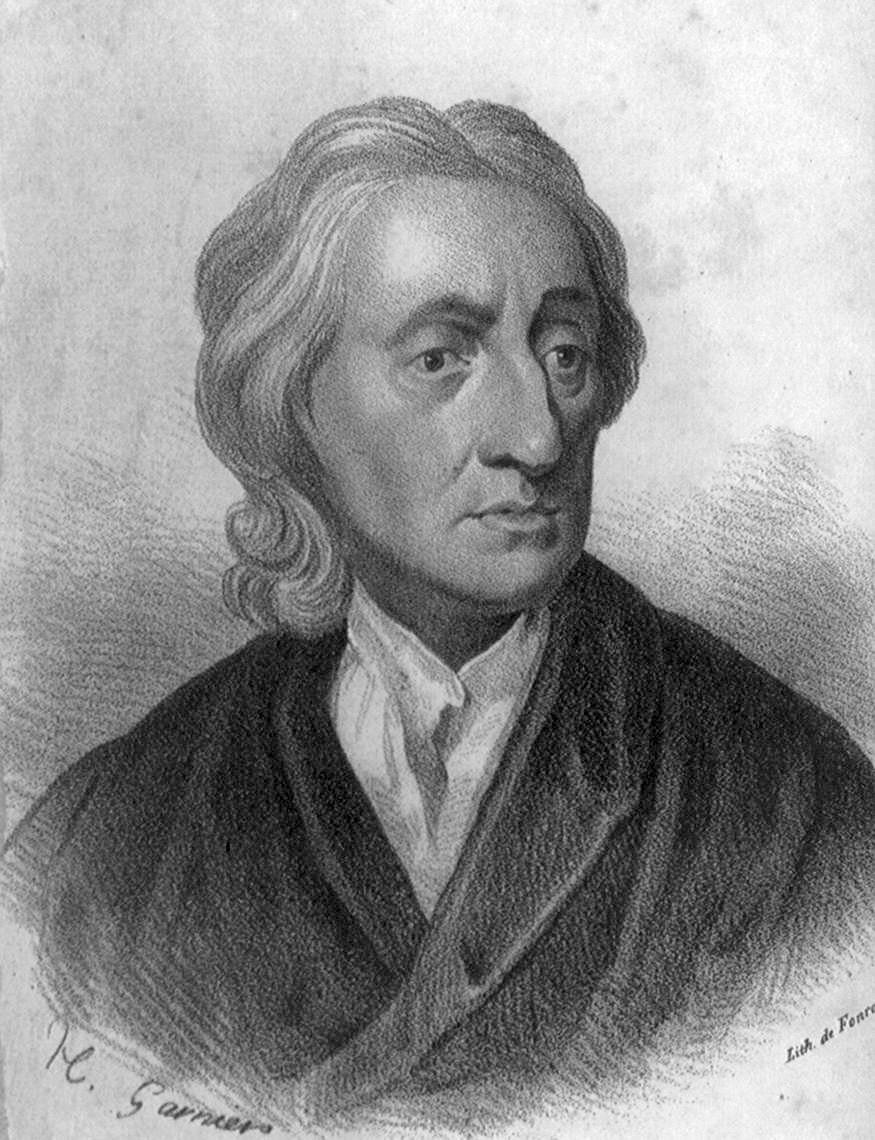
John Locke

Contrairement à Hobbes, John Locke (1632-1704), autre théoricien du contrat social, imagine l’état de nature comme un état d’égalité et de paix, où les hommes se portent mutuellement secours en cas de besoin. En effet, les hommes sont dotés de raison, et leur raison les porte à ne pas faire de mal à autrui. Il existe donc pour Locke un « droit naturel », une morale déjà présente dans l’état de nature. Le principal problème de l'état de nature, pour Locke, provient de la propriété privée. Puisque les ressources sont limitées, rien ne pourrait empêcher un individu de s'approprier la totalité des ressources pour lui et sa famille, et ainsi en priver ses voisins. L'institution de la propriété privée devient donc problématique, et celle-ci doit être gouvernée, réglementée.
Dans la philosophie de Locke, la propriété privée suppose l’exclusion d’autrui, ce qui s’avère être une source de conflits potentiels. Mais dans un contexte où les ressources sont limitées, il revient à chacun de ne prendre que ce dont il a besoin et de laisser ce qui reste, ce qui lui serait inutile, à ses homologues afin que chacun puisse profiter de ce dont il a besoin. Il devient donc illogique, par exemple, de s’approprier toutes les ressources et laisser les denrées périssables pourrir parce qu’on ne les consomme pas, tout en empêchant autrui de satisfaire ses besoins. Cependant, l’invention de l’argent, qui est une denrée non-périssable, permet l’accumulation matérielle au-delà des limites du simple besoin. L’appropriation d’argent devient une fin en soi, ce qui vient légitimer le fait, pour un individu, de chercher à étendre toujours davantage ses possessions.[réf. nécessaire] Comme il est légitime d’étendre ses possessions et d’acquérir toujours plus de biens, les individus entreront nécessairement en conflit les uns avec les autres, puisque les ressources sont limitées. L’institution de cette convention qu’est l’argent conduit donc les individus de l’état de nature à l’état de guerre, où tout le monde cherche à accroître sa fortune au détriment de celle d’autrui et où chaque individu doit rester sur ses gardes, et ce en tout temps, pour éviter d’être détruit, pillé par ses congénères. Afin de se sortir de l’état de guerre ainsi engendré et restaurer la paix et la quiétude, il devient nécessaire pour le peuple de se doter d’un État, qui assurerait à chaque citoyen la garantie qu’il puisse jouir de sa propriété privée et de l’utilisation de ses biens en toute sécurité face aux autres citoyens.[réf. nécessaire]
L’État que préconise Locke doit s’instaurer par un double contrat social. Un premier contrat, horizontal, lie les individus entre eux et constitue la société civile dans laquelle ils vivront. Autrement dit, le premier contrat social institue le peuple en tant que peuple. Le deuxième contrat, vertical celui-là, lie le peuple fraîchement formé à l’État, ou encore au gouvernement. La légitimité de l’État repose sur le consentement des individus. De plus, il importe de noter que la dissolution du deuxième contrat ne dissout pas le premier. Si le gouvernement ne répond pas aux besoins et aux attentes de la population, le deuxième contrat se dissout, et le peuple recouvre le pouvoir de se doter d’un gouvernement. De plus, pour Locke, quiconque a bénéficié du pouvoir stabilisateur de l’État sur sa propriété privée consent, par cet acte, à la légitimité du pouvoir de l’État.

### Chez Rousseau
Comme Thomas Hobbes, Jean-Jacques Rousseau suppose l’existence d’un « état de nature » avant l’instauration de l’état social. Rousseau récuse le dogme catholique du péché originel réaffirmé au concile de Trente, et c'est la raison pour laquelle il a recours à une fiction pour écarter tous les faits de l'histoire. Bien sûr, il ne s'agit encore que d'une supposition théorique : l'état de nature est un état qui n'a peut-être pas existé, qui n'existe plus et n'existera jamais. Cette fiction théorique lui permet d’étayer sa réflexion philosophique et, surtout, de comprendre ce qu’est l’ « homme naturel », dénué de tout ce que la société a fait de lui. En d’autres termes, il veut remonter à l’homme individuel, hors de l’homme social. 

#### L'homme naturel n'est pasbonau sens moral du mot
Pour Rousseau, l’homme naturel est animé de deux passions : l’amour de soi et la pitié. L’amour de soi, c’est l’instinct de conservation, ce qui fait que l’homme cherche à se préserver et à se conserver (à ne pas confondre avec l'amour propre qui, lui, se développe avec la société). La pitié incite, quant à elle, l’homme à avoir une « répugnance naturelle à voir périr ou souffrir tout être sensible et principalement nos semblables ». De là l’idée maîtresse de Rousseau : l’homme est bon, c’est la société qui le corrompt. Mais attention : si l’homme naturel est bon, il n’est pas pour autant moral. Pour accéder à la moralité, l'homme doit développer une conscience du bien et du mal et entretenir des relations constantes et durables avec ses semblables, ce qu'il ne peut faire qu'en accédant à l'état social. La morale étant une création sociale, l'homme à l'état de nature ne peut qu'ignorer de quoi il s'agit.

#### Le pacte social fait de l'homme naturel un homme authentique

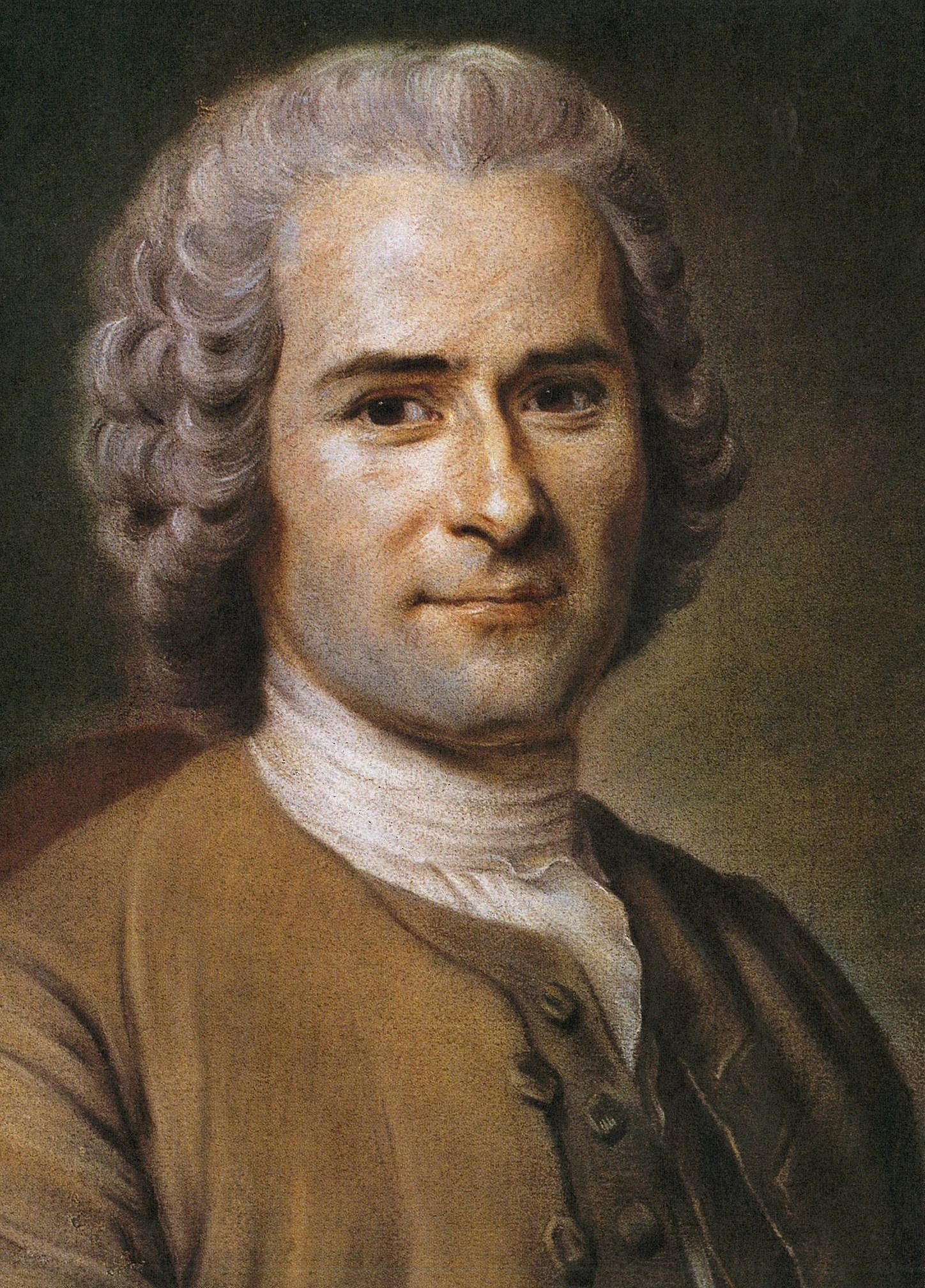
Jean-Jacques Rousseau

Il existe une méprise sur la pensée de Rousseau à propos de l'état de nature, qui a amené certains commentateurs à dire qu'il se contredisait du Discours sur l'origine et les fondements de l'inégalité parmi les hommes, où il présente l'homme comme corrompu par la société, à Du Contrat social, où l'on peut lire : 
« Ce passage de l'état de nature à l'état civil produit dans l'homme un changement très remarquable, en substituant dans sa conduite la justice à l'instinct, et donnant à ses actions la moralité qui leur manquait auparavant. C'est alors seulement que la voix du devoir succédant à l'impulsion physique et le droit à l'appétit, l'homme, qui jusque-là n'avait regardé que lui-même, se voit forcé d'agir sur d'autres principes, et de consulter sa raison avant d'écouter ses penchants. Quoiqu'il se prive dans cet état de plusieurs avantages qu'il tient de la nature, il en regagne de si grands, ses facultés s'exercent et se développent, ses idées s'étendent, ses sentiments s'ennoblissent, son âme tout entière s'élève à tel point que si les abus de cette nouvelle condition ne le dégradaient souvent au-dessous de celle dont il est sorti, il devrait bénir sans cesse l'instant heureux qui l'en arracha pour jamais, et qui, d'un animal stupide et borné, fit un être intelligent et un homme. » 

— Du Contrat social ou Principes du droit politique ; Livre Premier, Chapitre VIII. 
« Quoi qu'en disent les Moralistes, l'entendement humain doit beaucoup aux Passions, qui, d'un comportement aveu, lui doivent beaucoup aussi : C'est par leur activité que notre raison se perfectionne ; Nous ne cherchons à connaître, que parce que nous désirons de jouir, et il n'est pas possible de concevoir pourquoi celui qui n'aurait ni désirs ni craintes se donnerait la peine de raisonner. Les Passions, à leur tour, tirent leurs origines de nos besoins, et leur progrès de nos connaissances ; car on ne peut désirer ou craindre les choses, que sur les idées qu'on en peut avoir, ou par la simple impulsion de la Nature ; et l'homme Sauvage, privé de toute sorte de lumières, n'éprouve que les Passions de cette dernière espèce ; Ses désirs ne passent pas ses besoins Physiques ; Les seuls biens, qu'il connaisse dans l'Univers, sont la nourriture, une femelle et le repos ; les seuls maux qu'il craigne, sont la douleur, et la faim ; Je dis la douleur, et non la mort ; car jamais l'animal ne saura ce que c'est que mourir, et la connaissance de la mort, et de ses terreurs, est une des premières acquisitions que l'homme ait faites, en s'éloignant de la condition animale. » 

— Du Discours sur l'origine et les fondements de l'inégalité parmi les hommes ; Première Partie, Page 81. 
En réalité, la contradiction n'existe pas, comme l'a montré Victor Goldschmidt dans Anthropologie et politique. Les principes du système de Rousseau : la bonté de l'homme naturel est en réalité, d'un point de vue moral ou éthique, en deçà du Bien et du Mal. C'est parce que le passage à l'état civil se passe très mal que la société corrompt l'homme. Ce que Rousseau signale d'ailleurs dans la citation ci-dessus (« si les abus de cette nouvelle condition ne le dégradaient souvent au-dessous de celle dont il est sorti »). On peut le formuler ainsi : « La société est née bonne, c'est l'homme qui l'a corrompue » ; étant entendu que l'on veut souligner par là l'échec – de fait – du passage de l'état de nature à l'état civil dans le Second Discours. Mais cet échec de fait, Du Contrat social suggère qu'il ne devait pas nécessairement se produire. De ce fait, bien que Rousseau ait été perçu comme niant, non sans raison, le péché originel, en restaure l'idée sur un plan philosophique — un peu comme son contemporain Emmanuel Kant, avec son essai sur le Mal paru dans La religion dans les limites de la simple raison. En effet, comme l'a montré Paul Ricœur dans Finitude et culpabilité en son exégèse de la Genèse, l'être humain, dans l'instant (de la création) où il gagne sa liberté, dans l'instant la perd. Et c'est bien ce qui se produit dans l'instant même du pacte social d'emblée, si l'on peut dire, également corrompu, ce qui peut se référer à la phrase célèbre qui inaugure Du Contrat Social : « L'Homme est né libre et partout il est dans les fers ».

### Chez Hegel
Georg Wilhelm Friedrich Hegel aborde la question de l'état de nature dans le deuxième chapitre de la Raison dans l'histoire. Il critique le concept et ceux qui croient que, dans cet état hypothétique, l'homme serait libre, et que c'est dans l’État qu'il vient restreindre sa liberté originaire. Selon l'auteur, l'état de nature n'a jamais existé, rien ne peut donc être prouvé à son sujet, et son heuristique est par conséquent faible. Il critique ainsi « cette idée de l'état de nature, [qui] est une des formes nébuleuses comme en produit la théorie, une fiction ». Il soutient que, de manière primaire, sans la médiation de l'éducation, les hommes sont violents et injustes ; l'instinct naturel ne trouve pas de bornes et peut se déchaîner. 

### Chez Lévi-Strauss
Claude Lévi-Strauss (1908-2009) reprend dans son ouvrage Tristes Tropiques (cf. « Adorable civilisation ») la croyance de Rousseau en « un état qui n'a peut-être pas existé, qui n'existe plus et n'existera jamais ».

## Citations
« Pour faire fonctionner selon la pure théorie les droits et les lois, les juristes se mettaient imaginairement dans l’état de nature ; pour voir fonctionner les disciplines parfaites, les gouvernants rêvaient de l’état de peste. »

— Michel Foucault, Surveiller et punir